# Мадурай Санмукхавадиву Суббулакшми
Мадурай Санмукхавадиву Суббулакшми (там. மதுரை சண்முகவடிவு சுப்புலட்சுமி, англ. Madurai Shanmukhavadivu Subbulakshmi, также известна как М. С. Суббулакшми; 16 сентября 1916, Мадурай — 11 декабря 2004, Ченнаи) — индийская певица, актриса и музыкант, одна из самых известных исполнительниц карнатической музыки. Она стала первым музыкантом, удостоенным Бхарат Ратна — высшей гражданской награды Индии, а также первым индийским музыкантом, получившим награду Рамона Магсайсая, часто называющуюся «Азиатской Нобелевской премией», в 1974 году. Свои песни исполняла на языках хинди, бенгальском, гуджарати, тамильском, малаялам, телугу, санскрите, каннада.

## Биография
Родилась в семье исполнителя музыки на вине и танцовщицы-девадаси, с детства начала заниматься сначала карнатической, затем североиндийской (хиндустани) традиционной музыкой. Перед большой аудиторией впервые выступила в 1927 году (в возрасте 11 лет), а уже в 1929 году пела в престижной Мадрасской музыкальной академии, исполняя бхаджаны на хинди и вскоре после своего дебюта став одной из наиболее известных карнатических певиц; с 18 лет выступала с концертами, в том числе за пределами Индии, в 1936 году переехала в Мадрас, в 1938 году впервые снялась в фильме (на тамильском языке; всего за жизнь сыграла в трёх фильмах на тамильском и одном на хинди; после 1947 года не снималась).
Во второй половине XX века продолжала часто гастролировать с концертами: в 1963 году выступала на Эдинбургском международном фестивале музыки и драмы, в 1966 году — в Карнеги-холле в Нью-Йорке и затем в здании Генеральной Ассамблеи ООН на день ООН, в 1982 году — в Альберт-холле в Лондоне, в 1987 году — на Фестивале Индии в Москве. Суббулакшми также нередко выступала в роли индийского культурного посла. Окончательно прекратила концертную деятельность только в 1997 году после смерти мужа.

## Награды
За свою жизнь Суббулакшми получила большое количество наград, в том числе:
- Падма Бхушан (1954),
- премия Академии Сангит Натак (1956),
- Сангитха Каланидхи (1968; была первой женщиной, получившей эту награду),
- Премия Рамона Магсайсая  (1974),
- Падма Вибхушан (1975; вторая по значимости гражданская награда в стране),
- Сангитха Каласикхамани (1975, от Индийского общества изобразительных искусств),
- Ченнаи Калидас Самман (1988),
- премия Индиры Ганди за национальную интеграцию (1990),
- Бхарат Ратна (1998)

В 2006 году в Тирупати ей был установлен памятник из бронзы.